# محمدصدیق حسن خان قنوجی
محمدصدیق حسن خان قنوجی ملقب به امیرالملک و متخلص به نواب از شعرا و علمای قرن سیزدهم هجری قمری است. مؤلف تذکره ٔ شمع انجمن اوست.
کتاب حجج الکرامة فی آثار القیامة از آثار اوست.

## آثار
| کشته چشم سیه مست بتان آمده‌ام |  | جا توان داد به زیر شجر تاک مرا |
| دل مانده ز من جدا همیشه      |  | گوئی که ضمیر منفصل هست         |